# Thecla temathea
Thecla temathea är en fjärilsart som beskrevs av William Chapman Hewitson 1865. Thecla temathea ingår i släktet Thecla och familjen juvelvingar. Inga underarter finns listade i Catalogue of Life.